# Mistrzostwa Świata w Boksie 2019
20. Mistrzostwa Świata w Boksie – mistrzostwa świata w boksie, które odbyły się w dniach 7–21 września 2019 w Jekaterynburgu (Rosja).

## Rezultaty

### Medaliści
| Kategoria wagowa          | Złoto                   | Srebro               | Brąz                                   |
| ------------------------- | ----------------------- | -------------------- | -------------------------------------- |
| Waga musza (-52 kg)       | Shahobiddin Zoirov      | Amit Panghal         | Billal Bennama Saken Bibossinov        |
| Waga kogucia (-56 kg)     | Mirazizbek Mirzaxalilov | Lázaro Álvarez       | Erdenebatyn Tsendbaatar Peter McGrail  |
| Waga lekka (-60 kg)       | Andy Cruz               | Keyshawn Davis       | Manish Kaushik Hovhannes Bachkov       |
| Waga półśrednia (-69 kg)  | Andriej Zamkowoj        | Pat McCormack        | Ablaikhan Zhussupov Bobo-Usmon Baturov |
| Waga średnia (-75 kg)     | Gleb Bakszi             | Eumir Marcial        | Hebert Conceição Tursynbay Kulakhmet   |
| Waga półciężka (-81 kg)   | Bekzdat Nurdauletow     | Dilszodbek Ruzmetov  | Julio César La Cruz Benjamin Whittaker |
| Waga ciężka (-91 kg)      | Muslim Gadzhimagomedov  | Julio Castillo       | Radosław Pantalejew Wasilij Lewit      |
| Waga superciężka (+91 kg) | Bachodir Jałolow        | Kamszybek Kunkabajew | Maksim Babanin Justis Huni             |

### Tabela medalowa
| Miejsce | Państwo         | 1 | 2 | 3  | Razem |
| ------- | --------------- | - | - | -- | ----- |
| 1.      | Uzbekistan      | 3 | 1 | 1  | 5     |
| 2.      | Rosja           | 3 | 0 | 1  | 4     |
| 3.      | Kazachstan      | 1 | 1 | 4  | 6     |
| 4.      | Kuba            | 1 | 1 | 1  | 3     |
| 5.      | Wielka Brytania | 0 | 1 | 2  | 3     |
| 6.      | Indie           | 0 | 1 | 1  | 2     |
| 7.      | Ekwador         | 0 | 1 | 0  | 1     |
| 7.      | Filipiny        | 0 | 1 | 0  | 1     |
| 7.      | USA             | 0 | 1 | 0  | 1     |
| 10.     | Armenia         | 0 | 0 | 1  | 1     |
| 10.     | Austalia        | 0 | 0 | 1  | 1     |
| 10.     | Brazylia        | 0 | 0 | 1  | 1     |
| 10.     | Bułgaria        | 0 | 0 | 1  | 1     |
| 10.     | Francja         | 0 | 0 | 1  | 1     |
| 10.     | Mongolia        | 0 | 0 | 1  | 1     |
| Razem   | 15 państw       | 8 | 8 | 16 | 32    |